# Alex Kidd in Shinobi World
Alex Kidd in Shinobi World è un platform nella serie di giochi di Alex Kidd per Sega Master System.
Il gioco è l'ultimo della serie ed intende essere una sorta di parodia di un'altra famosa serie, sempre targata SEGA, quella di Shinobi. Alex si trova in un ruolo simile a quello dell'eroe dei vari giochi di quella serie, e anche le sue mosse, se si esclude il salto, risultano diverse da qualsiasi altro suo gioco.

## Modalità di gioco
Lo scopo di Alex è quello di salvare la sua ragazza, un abitante di Shinobi World, dal malvagio di turno, un ninja di nome Hanzo.
Nel corso della sua avventura Alex esplora quattro mondi:
- Round 1: Kabuto
- Round 2: L'attacco degli elicotteri
- Round 3: La giungla
- Round 4: La battaglia contro il ninja oscuro

Originariamente anche questo gioco, come Alex Kidd in High-Tech World, non era stato creato per far parte della serie di Alex Kidd. Alex ha sostituito il personaggio originale, Shinobi Kid, nel ruolo di protagonista. Inoltre ha subito un cambiamento il boss del Round 1 che avrebbe dovuto chiamarsi Mari-Oh ed essere così una parodia della famosa mascotte di casa Nintendo.

## Colonna sonora
Celebre per gli appassionati di videogiochi, è la colonna sonora e soprattutto l'adattamento per il round 1 in cui si può ascoltare una composizione veloce di chitarra elettrica.